# گرسی بیوت (داکوتای شمالی)
گرسی بیوت (به انگلیسی: Grassy Butte) یک منطقهٔ مسکونی در ایالات متحده آمریکا است که در شهرستان مکنزی، داکوتای شمالی واقع شده‌است. گرسی بیوت ۸۱۱٫۰۸ متر بالاتر از سطح دریا واقع شده‌است.